# Сібеліс Веранес
Сібеліс Веранес Морелль (ісп. Sibelis Veranes Morell; нар. 5 лютого 1974, Сантьяго-де-Куба, Ор'єнте Куба) — кубинська дзюдоїстка, олімпійська чемпіонка 2000 року, чемпіонка світу.

## Біографія
Народилася Сібеліс Морелль 5 лютого 1974 року в місті Сантьяго-де-Куба. З дитинства активно почала займатися дзюдо, її тренером був Роналду Вейтья.
Першого серйозного успіху добилася у 1996 році, коли виграла панамериканський чемпіонат. Наступного року зуміла повторити це досягнення, а у 1998 році стала триразовою чемпіонкою панамериканського чемпіонату. Провела дуже успішний 1999 рік. Вона перемогла на Панамериканських іграх, Універсіаді, а також стала чемпіонкою світу. На Олімпійські ігри 2000 року в Сіднеї вона їхала у статусі одного з фаворитів. На цих змаганнях вона перемогла Йвон Вансарт (Німеччина), Сандру Бахер (США), у півфіналі чинну олімпійську чемпіонку Чо Мін Сон (Південна Корея), а у фіналі британську дзюдоїстку Кейт Гаві, та стала олімпійською чемпіонкою.
Після цього тріумфу залишилася у національній збірній. 2002 року виграла четверту золоту медаль панамериканського чемпіонату у своїй кар'єрі. Згодом вирішила завершити свою спортивну кар'єру.

## Виступи на Олімпіадах
| Олімпіада   | Дисципліна | Місце |
| ----------- | ---------- | ----- |
| Сідней 2000 | до 70 кг   | 1     |